# Akácie bělavá

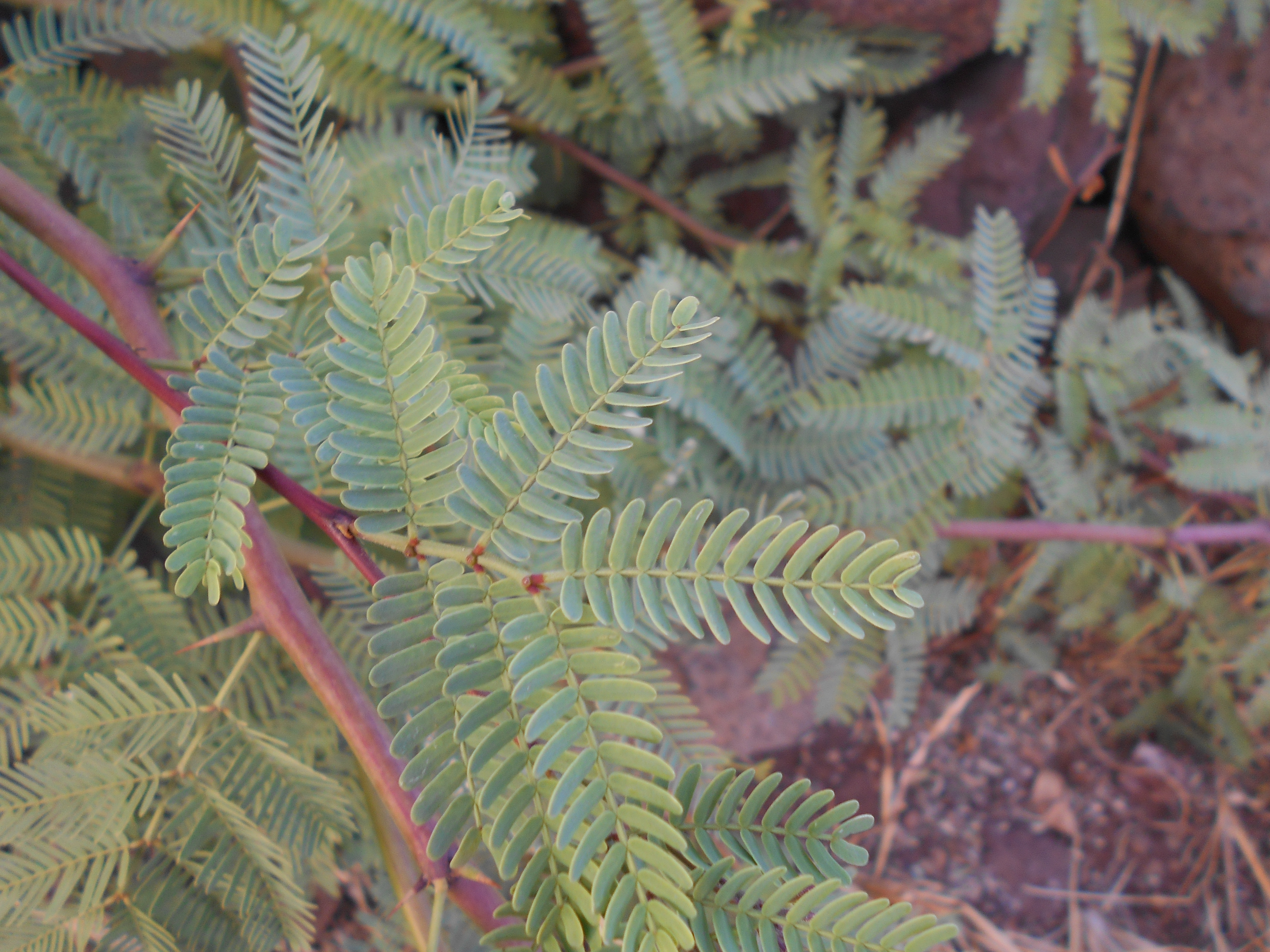
List

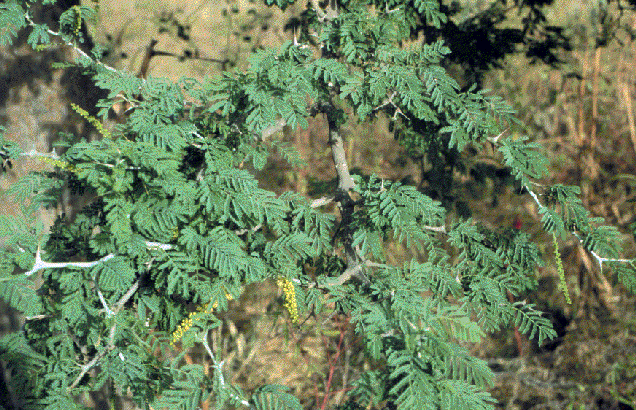
Olistěná větev

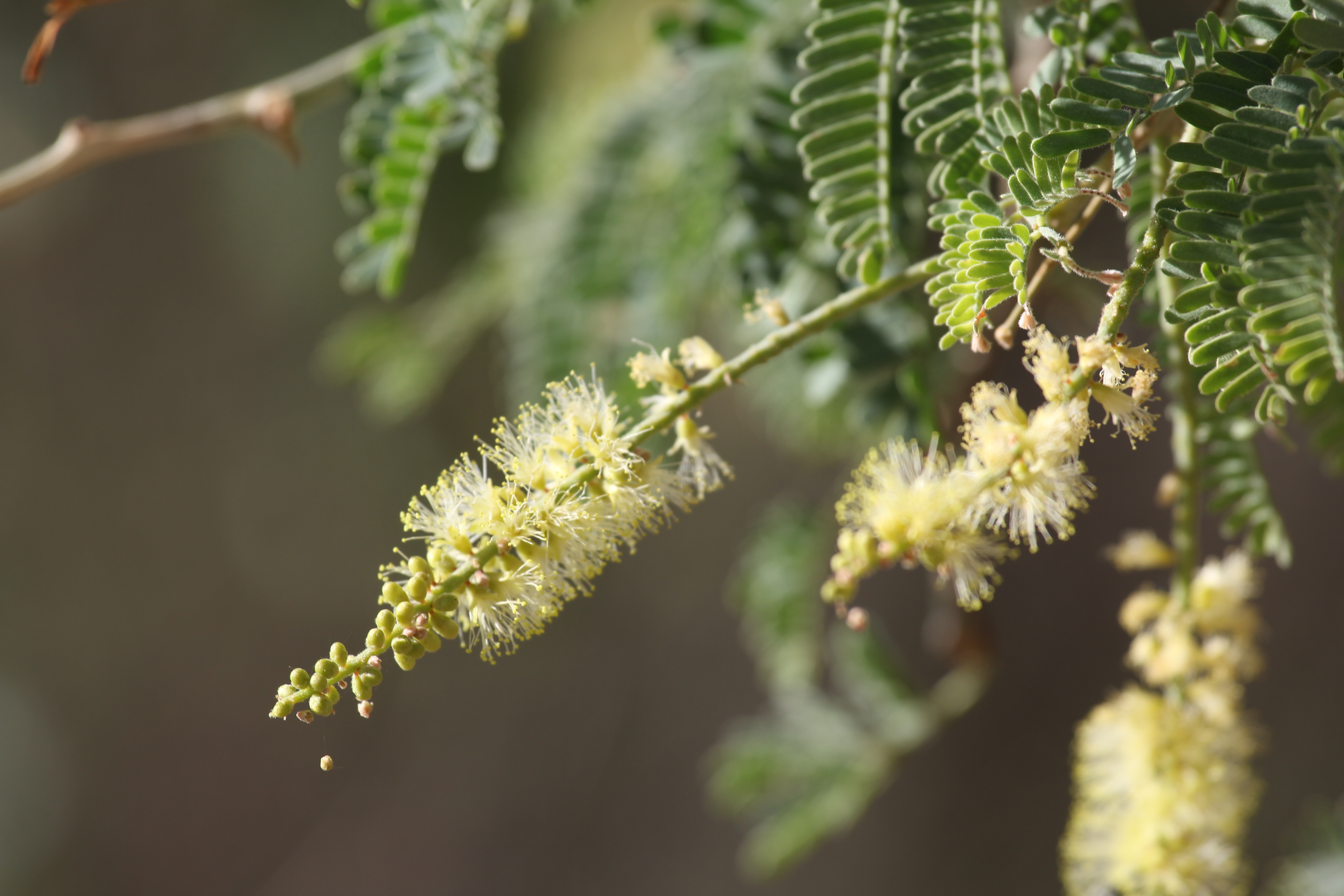
Nakvétající květenství

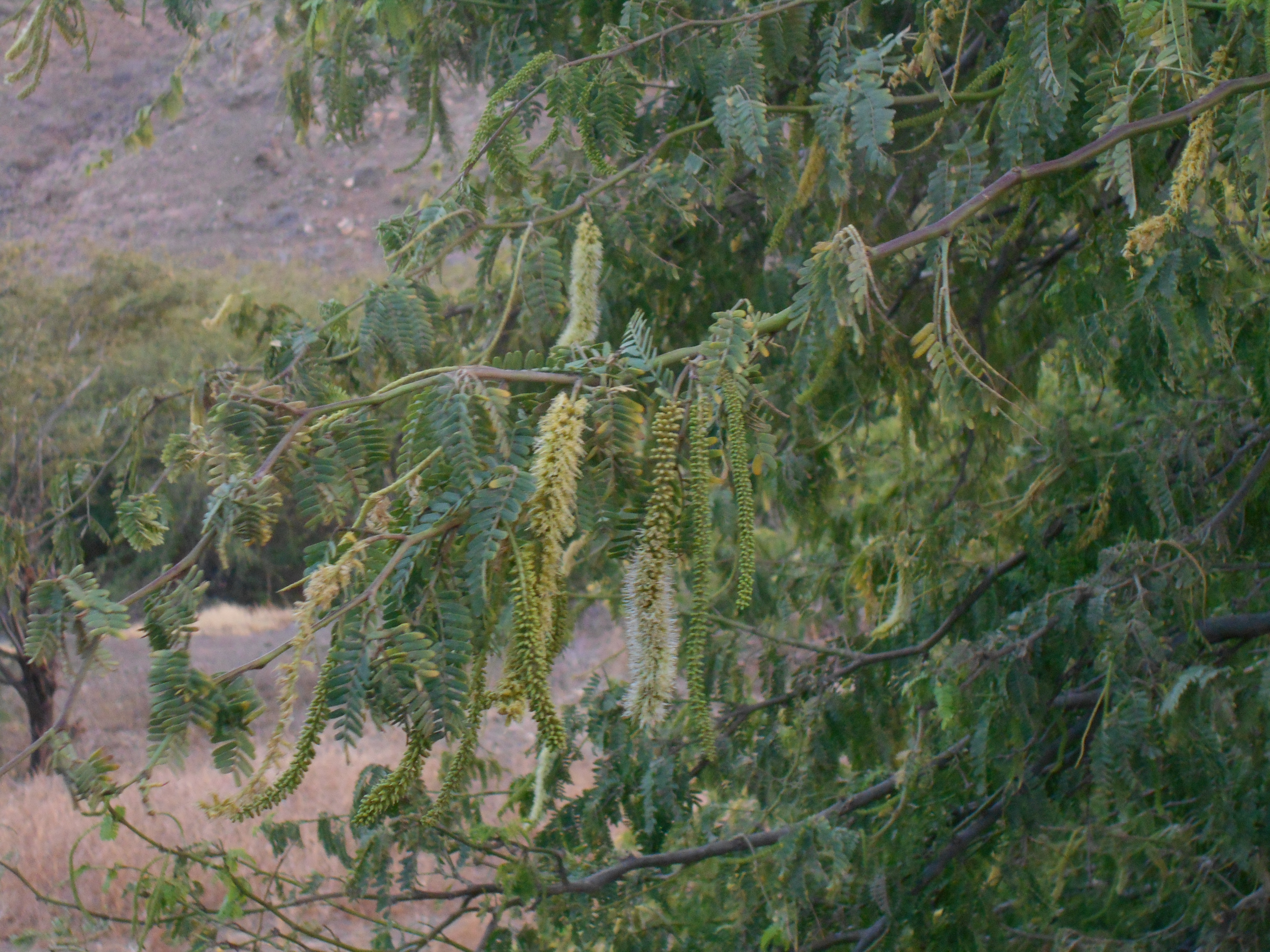
Květenství a listy

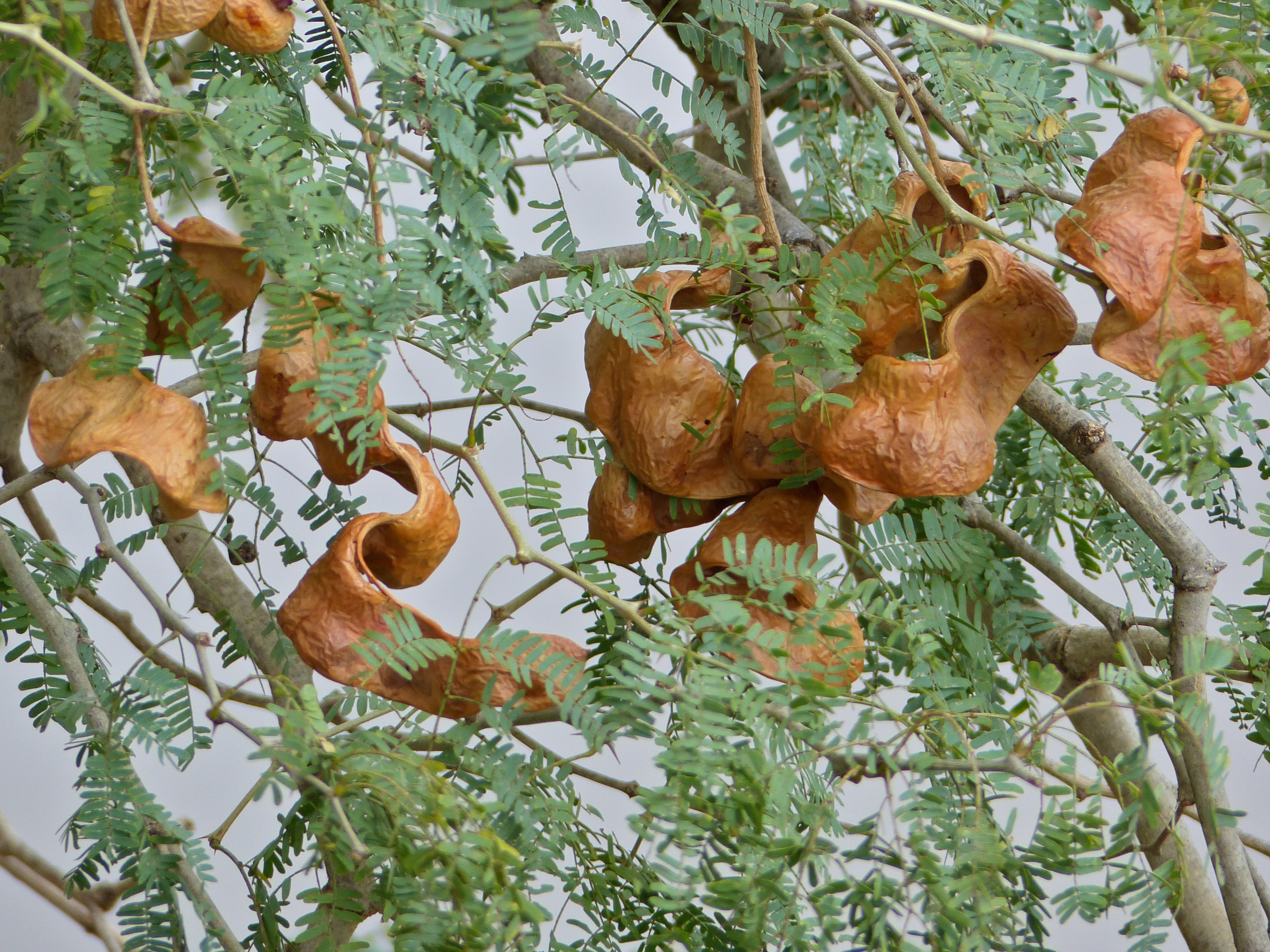
Zralé plody lusky

Akácie bělavá (Faidherbia albida) je opadavý, trnitý listnatý strom vysoký do 20 m, který mívá kmen o průměru až 1 m. Dřevina se vyskytuje v suchých až polopouštních oblastech a od ostatních rostlin se odlišuje atypickou fenologii, je bezlistá během dešťů a naopak v období sucha je plně olistěná. Vyskytuje se hlavně v prostředí afrických savan, kde bývají pravidelně dlouhá sucha.
Tento druh byl dříve považován za součást rodu Acacia, ze kterého byl v polovině 20. století přeřazen do monotypického rodu Faidherbia. Ten se od rodu Acacia odlišuje listovými řapíky, prašníky i zvláštním tvarem lusků. Separaci do samostatného rodu podporuje i struktura pylu a hlavně obrácená fenologie. Druhové jméno albida (bělavá) odkazuje na šedě bílou kůru kmene, větví i bělavé trny.

## Rozšíření
Roste již po mnoha staletí na obdělávané nebo v minulosti obdělávané půdě ve velkém areálu afrického kontinentu. Vyskytuje se od pobřeží Atlantského oceánu (Alžírsko, Benin, Burkina Faso, Čad, Gambie, Ghana, Guinea-Bissau, Kamerun, Konžská demokratická republika, Mali, Mauritánie, Niger, Nigérie, Senegal, Středoafrická republika, Togo, Západní Sahara) po pobřeží Rudého moře a Perského zálivu (Írán, Izrael, Egypt, Eritrea, Etiopie, Libanon, Libye, Saúdská Arábie, Súdán, Somálsko, Sýrie) a dále na střed a jih Afriky (Angola, Jihoafrická republika, Keňa, Namibie, Lesotho, Mosambik, Svazijsko, Tanzanie, Zambie, Zimbabwe). Později byla rozšířena do Jemenu, Indie, Pákistánu i na Kypr.
Odborníky není zcela ujednoceno, odkud tento druh vlastně pochází. Jedná teorie říká, že vznikl na Sahaře ještě před její dezertifikací, kdežto druhá, že je původem z vlhkých oblastí východní a jižní Afriky a byl na četná stanoviště zavlečen kočujícími pastevci a prvními zemědělci. Nestandardní shazovaní listů v období dešťů má pravděpodobně původ v historické adaptaci z místa původu, která měla zamezit nadbytečnému příjmu vody po silných deštích.

## Ekologie
Akácie bělavá je víceúčelový agrolesnický strom, který bývá vysazován a udržován hlavně v hustě obydlených, převážně suchých, zemědělských oblastech Afriky. Dokáže v období sucha čerpat vodu i živiny z hlubokých vrstev půdy a celoročně vázat atmosférický dusík, což má příznivý vliv na mikroklima, vlhkost a úrodnost půdy pro v blízkosti pěstované plodiny. Má kořenový systém poměrně široký a hlavně hluboký, dokáže vnikat za spodní vodou až do hloubky 40 m. Vyžaduje výhradně slunné, nezastíněné stanoviště, nejlépe roste na dobře propustné aluviální půdě s hrubou strukturou, snese i půdu částečně zasolenou.
Roste v široké škále klimatických podmínek, od suchých lesů až po písečné duny, příležitostná vádí i pouštní prolákliny, kde její kořeny mají ve výrazně suchém období zajištěn přístup k podzemní vodě. Nejčastěji se vyskytuje na pastvinách a obdělávaných polích, někdy je lidmi vysázena do skupin pro zamezení eroze půdy, jen zřídkakdy roste v přirozených lesích. Často se vyskytuje i v korytech částečně vysychajících řek, dobře snáší i místa podmáčená nebo zaplavovaná po dobu až několika měsíců, roste například podél rozlévajících se řek Nilu a Zambezi nebo na zaplavovaných rýžových polích. Za předpokladu, že má přístup ke spodní vodě, může růst zcela nezávisle na dešťových srážkách, takto roste například v Namibské poušti.
Upřednostňuje lehké písčité až středně těžké půdy nacházející se od hladiny moře do nadmořské výšky 2500 m n. m., preferuje místa s ročními srážkami od 500 po 800 mm, ale toleruje i stanoviště s rozptylem od 250 až po 1200 mm. Nejlepe ji svědčí tam, kde se denní teploty pohybují v rozmezí 18 až 30 °C, přežije však i krátkodobý pokles teploty blízký k 0 °C. Dřevina zpravidla rozkvétá ve druhém měsíci od začátku období sucha, plody dozrají asi za tři měsíce po odkvětu, prvé květy strom nasazuje asi v sedmém roce. Životnost stromu je pohybuje okolo sedmdesáti až devadesáti let. Druh je diploidní 2n = 26, nebo tetraploidní 2n = 52.
Na kořenech akácie bělavé se vytvářejí nevelké uzliny osídlené bakteriemi rodu Bradyrhizobium, které fixují vzdušný dusík. Ten částečně spotřebovává strom pro svůj růst a zbytek obohacuje okolní půdu, která se takto stává úrodnější. V experimentálních podmínkách byly na kořenech zjištěné i bakterie rodu Rhizobium, které se účastní téže reakce u většiny bobovitých rostlin. Neústrojná výživa stromu je dále posílená symbiózou s endomykorhizními houbami rodů Glomus a Gigaspora. Jejich mycelia byla nalezena hluboko v půdě, což potvrzuje reálný přesun živin z hloubky do povrchových vrstev půdy.

## Popis
Středně velký listnatý strom vyrůstající obvykle do výše 20 m, ojediněle až 30 m, se vzpřímenou až kulatou korunou. Kmen může měřit v průměru téměř 1 m, občas bývá více kmenný, jeho kůra je v mládí bělavá a hladká, později rozpraská a stává se nahnědlou. Světle šedé až bílé větvičky se klikatí mezi kolénky, na kterých vyrůstají v párech palisty přeměněné v bělavé, rovné, až 3 cm dlouhé, krémově zbarvené trny s hnědými špičkami.
Listy s hranatým řapíkem rostou střídavě, jsou jemně dělené, dvojnásobně zpeřené, vřetena mají dva až deset párů primárních dílků s modrozelenými lístky v šesti až dvaceti párech. Lístky s podlouhlými řapíčky jsou podlouhlé, šedě zelené, dlouhé 3,5 až 12 mm a široké 1 až 5 mm.
Květy jsou příjemně vonné, pětičetné, oboupohlavné, zpočátku bílé, pak krémové a nakonec žluté, bývají přisedlé, nebo rostou na 2 mm stopce, až stovka květů vytváří klasnaté květenství dlouhé 2,5 až 16 cm. Květenství tvořená drobnými květy jsou nápadná a nezaměnitelná, protože touto dobou jiné stromy nekvetou. Pětičetné okvětí tvoří asi 2 mm velký zvonkovitý kalich a 3,5 mm velká koruna. V květu dále bývá čtyřicet až padesát vyčnívajících tyčinek s drobnými prašníky, svrchní jednobuněčný semeník a nitkovitá čnělka zakončená malou bliznou. Samosprašné květy poskytují opylovačům dostatek pylu i nektaru.
Plod je nepravidelně stočený plochý lusk, ve zralosti oranžový až červenohnědý, dlouhý 6 až 25 cm a široký 2 až 3,5 cm. Lusk je tvrdý, nepukavý, uvnitř je přepažený a obsahuje deset až třicet čočkovitých, tmavě hnědých semen velkých 10 × 7 mm. Plody jsou pro zvířata lákavou pochoutkou a vytrvávají neotevřené na stromech po delší dobu, syrové lusky i obsažená semena jsou pro lidí toxická. Velký strom může za příznivých podmínek přinést téměř 500 kg lusků, které padají na zem postupně několik měsíců. Do jednoho kilogramu se vejde 7 až 20 tisíc semen, které se musí z lusků mechanicky vyluštit.

## Rozmnožování
V přirozených podmínkách probíhá rozmnožování semeny, kořenovými řízky a u pokácených stromů i výmladky ze spících pupenů. Pro získání semen nutno zralé plody se stromů otrhat, spadlé nepukavé lusky jinak rychle sežerou volně žijící či domácí býložravci. Semena bývají často napadená larvami zrnokazného hmyzu, zdravá a proti hmyzu ošetřená semena se mohou skladovat po mnoho let bez podstatné ztráty klíčivosti.
Semena namočená den v horké vodě se vysévají do malé hloubky ve vlhké půdě, odkud zpravidla vyklíčí za třicet dnů s nejméně 75 % úspěšností. Semenáče bývají za dva až tři měsíce vysoké od 20 do 30 cm a lze je vysazovat na trvalé stanoviště. Rostlinka se z počátku zaměřuje na vývoj kořenového systému, jenž roste do hloubky i šířky, rok stará může být vysoká až 80 cm, za pět až sedm let dosahuje výšky i 4,5 m. Stromy dobře regenerují z pařezů pokáceného stromu, bezproblémově snášejí hojné prořezávání větví.
Přirozená obnova druhu je stimulována a současně i potlačována pasoucími se zvířaty. Lusky jsou pro ně na jedné straně vysoce chutné a na druhé zvířata mohou spasená semena distribuovat v útrobách až do vzdálenosti 100 km od zdroje, trávicí šťávy přežvýkavců navíc stimulují klíčení semene. Mladý semenáč nejprve vyvíjí kůlový kořen, jenž roste rychle a do hloubky, za tři měsíce obvykle sahá již 90 cm hluboko. Opačná fenologie (opad listů v období dešťů) se neprojeví, pokud kořeny sazenice ještě nesahají ke spodní vodě. Na vlhčích místech má dřevina více bočních kořenů nehluboko pod povrchem, zatímco na suchých má dominantní jeden hlavní, svislý rostoucí.

## Význam
Akácie bělavá je často africkými farmáři vysazována, obvykle do sponu 10 × 10 m, na pole mezi pěstované jednoleté plodiny, jako například podzemnice olejná, dochan klasnatý nebo proso seté. Stromy mají při svém růstu příznivý vliv na mikroklima v okolí pěstovaných bylin, výpar vody se tam v období sucha snižuje o 50 %, půda pomaleji vysychá, má lepší pórovitost a také biologické vlastnosti půdy jsou výrazně lepší, obsahuje asi o 60 % více uhlíku, 50 % dusíku, 40 % humusu a má mnohem vyšší biologickou aktivitu; vyšší obsah humusu zajišťují pravidelně opadávající listy. Stromy bývají také využívané pro částečné zastínění pěstovaných keřovitých dřevin, například kávovníku, kterým v období nadměrného světla svými listy poskytují stín a v období sníženého slunečního svitu je naopak téměř nestíní. Intenzita zastínění se reguluje ořezem větví, což stromy dobře snášejí, ale snižuje se tím množství plodů.
Je cenná krmná dřevina pro volně žijící býložravou zvěř i domácí zvířata. Plody i listy požírají sloni, žirafy i četné antilopy či opice, bývá pro ně dokonce speciálně vysazována na pastvinách ve skupinkách po deseti až dvanácti jedincích. Listy jsou výživné, semena mají vysoký obsah bílkovin a lusky obsahují hodně škrobu. Ještě zelené listy se suší jako krmivo na období nedostatku píce, sušené lusky si zase karavany nosívají jako krmivo pro velbloudy, neboť jsou lehké, neobjemné a hodně výživné. Byť jsou lusky i semena pro lidí v syrovém stavu toxická, v době nedostatku se z rozemletých lusků pečou placky a konzumují se i uvařená semena.
Jádrové dřevo má světle krémovou barvu, bělové dřevo je o málo světlejší. Dřevo je tvrdé, má hustotu 560 kg/m³ a v čerstvém stavu je náchylné na zabarvení plísní i napadení larvami brouků či termity. Nařezaná prkna mají tendenci se kroutit, dřevo se ručně dobře opracovává, spolehlivě se lepí, obtížně se ale leští, při šroubování nebo přibíjení praská. Používá se k výrobě nábytku, domácího nádobí a nářadí, beden, bubnů i drobných člunů, vypaluje se z něj kvalitní dřevěné uhlí. Ořezané trnité větve slouží na palivo, nebo se z nich zhotovuje přírodní ostnitý plot chránící dobytek před šelmami či plodící pole před spásáním zvěří.
Tato dřevina má široké rozšíření a v současné době její populace nezaznamenává žádné velké ohrožení. Je proto Mezinárodním svazem ochrany přírody (IUCN) považována za druh málo dotčený (LC), jemuž nehrozí vyhynutí.